# Autoaglutynacja
Autoaglutynacja – reakcja polegająca na aglutynacji (zlepianiu się) jednego czynnika przez drugi czynnik (np. przeciwciało), przy czym oba elementy pochodzą od tego samego organizmu. Różni się od aglutynacji patogenów w humoralnej odpowiedzi immunologicznej tym, że w tamtym przypadku zlepiane są czynniki pochodzące nie z organizmu broniącego się przed infekcją, a obce dla niego.

## Przykłady autoaglutynacji
- w autoimmunologicznej niedokrwistości hemolitycznej czerwone krwinki są zlepiane przez białka (aglutyniny) występujące w surowicy chorego, produkowane przez niego (tj. niewystępujące tam w wyniku przetaczania krwi)[1],
- uszkodzone (np. zdenaturowane) albuminy zlepiane przez globuliny (oba rodzaje białek należą do białek osocza)[2],
- niektóre mikroorganizmy poprzez produkowane przez siebie białka jako mechanizm obronny przed szkodliwymi warunkami środowiskowymi[3].

W warunkach laboratoryjnych autoaglutynację Moraxella bovis zachodzącą w pożywkach płynnych hamuje dziesięcioprocentowy roztwór chlorku magnezu.

## Autoaglutynacja w stanach patologicznych
Wzmożona autoaglutynacja, przekraczająca częstotliwością stany homeostazy, jest podstawą etiologii autoimmunologicznej niedokrwistości hemolitycznej (AIHA), w której reaktywne czerwone krwinki produkują przeciwciała wiążące komórki układu czerwonokrwinkowego.
Wzmożona autoaglutynacja występuje również w przebiegu chłoniaków, zakażeniach bateriami Mycoplasma czy mononukleozie zakaźnej.